# Беларусфилм
„Беларусфилм“ (на беларуски: Беларусьфільм) е беларуско филмово студио, базирано в Минск. Основано през 1924 г. по време на съветската епоха, „Беларусфилм“ към 2025 г. е най-голямото филмово студио в страната и движещата сила на беларуската филмова индустрия. По-голямата част от филмовата продукция е заснета на руски, а не на беларуски език.

## История
На 17 декември 1924 г. правителството на Беларуската съветска социалистическа република основава филмовото студио „Белдзяржкино“ (или „Белгоскино“), дата, която бележи и раждането на самото беларуско кино. Компанията е временно преместена в Ленинград, но се завръща в Минск през 1939 г. Филмовото производство е прекъснато от Втората световна война и е възобновено през 1946 г., когато студиото приема сегашното си име.
В съветско време студиото е било наричано „Партизанфилм“ поради голямото производство на филми, изобразяващи борбата на съветските партизани срещу нацистката окупация. Студиото обаче е било забележително и с производството на анимационни детски филми. Към 2025 г. в „Беларусфилм“ са заснети 131 анимационни филма.
„Беларусфилм“ е и съорганизатор на филмовия фестивал „Листапад“, който се провежда в Минск всеки ноември.